# Новокулинское городище Хазар-кала
Новокулинское городище Хазар-кала (Хазарская крепость) — городище железного века у села Новокули, Новолакский район, Дагестан, Россия, расположено на террасе правого берега р. Ярыксу.

## История
В 1966−67 годах на территории городища проводила раскопки экспедиция ЛГУ под руководством А. В. Гадло. Были найдены следы укреплений и керамика. Стратиграфия толстого (до 3х метров) культурного слоя свидетельствует о неоднократных катастрофических разрушениях городища. М. Г. Магомедов описывает сохранившиеся укрепления цитадели, отделенной от остального поселения глубокой балкой, как небольшой останец глинобитного вала с остатками стены из крупных речных валунов на глине. В настоящее время городище сильно размыто рекой.
А. В. Гадло зафиксировала три хронологических периода развития городища, что, по его мнению, связано со сменой трех ведущих этнических групп доминировавшими на Северо-Восточном Кавказе на протяжении 1-го тысячелетия и проживавших в данной местности. Заселение памятника произошло в I веке до н. э. либо в I веке н. э. Первый, позднесарматский период (I—IV века), связан с проникновением на эти территории ираноязычного степного населения. В то время городище состояло из турлучных построек и легких окргулых хижин, ни каких фортификационных сооружений не выявлено. Второй период (V—VI век) связан с савирами господствовавшими на Прикаспийской низменности до аваро-тюркского вторжения (середина VI века). Это был период расцвета. Городище было обнесено валом, но характер построек практически не изменился — легкие в конструкции хижины с округлым очагом в центре. Второй период окончился катастрофой — стены вала были разрушены, жилища сожжены, обнаружены скелеты погибших и убитых жителей. В третий период, с середины VII века, савиров сменяют хазары, проживающие здесь до IX века. В этот период городище представляло собой укрепление контролировавшее дорогу из степи в горы. Вновь был возведен ограждающий вал, но территория ограждаемая им уменьшилась. Несколько изменился характер построек — появились каменные кладки и округлые сооружения типа юрты.
Предполагается, что крепость являлась опорным пунктом Хазарского каганата и в 735−736 годах была разрушена арабами под руководством полководца Мервана. Обороной руководил знатный хазарский полководец аккинского происхождения Агук Шагин, которого после падения крепостей Кешне и Хасни-Хиснумма (Новокулинское городище) арабам удалось взять в плен.